# Dídac d'Àustria
Dídac Fèlix d'Àustria i d'Àustria (Madrid, 12 de juliol de 1575 - ídem, 21 de novembre de 1582) va ser un infant d'Espanya i príncep d'Astúries, de Girona, de Viana i de Portugal, fill de Felip II de Castella i la seva quarta esposa Anna d'Àustria, mort prematurament.

## Biografia
L'infant va néixer el 12 de juliol de 1575 a les cinc de la matinada. Va ser batejat el 25 de juliol del mateix mes, dia de sant Jaume, patró d'Espanya, a l'església del convent de San Gil, li van posar un dels noms derivats del de sant Jaume, Dídac (Diego en castellà), nom que no s'havia utilitzat abans a la casa reial.

### Príncep d'Astúries
Va sobreviure al seu germà Ferran, fins llavors príncep d'Astúries. Qui va tenir a cura del príncep fou el primer comte de Barajas, Francisco Zapata y Cisneros, que ja s'havia encarregat del príncep Ferran. De fet, en morir el seu germà, Dídac va ser jurat com el nou príncep d'Astúries; el dimarts 1 de març de 1580 a la capella del palau reial, amb només quatre anys. Van ser presents els reis i moltes altres persones tant de Castella, d'Aragó i de Portugal. Va prendre el jurament l'arquebisbe de Toledo i inquisidor general Gaspar de Quiroga, i Luis Fernández Manrique els homenatges.

### Mort
Pocs anys més viuria després del seu jurament com a hereu al tron. El 1580 va iniciar viatge des de la capital cap a Portugal, acompanyat dels seus pares i les seves germanes, les infantes Isabel Clara Eugènia i Caterina Micaela. No obstant això, en les primers etapes, el 26 d'octubre, va morir a Badajoz la reina Anna d'Àustria, va convenir-se que els infants quedessin sota la custòdia i protecció del monestir de les Descalzas Reales a Madrid, per precaució davant de la feble salut de la que gaudien tant Dídac com la seva germana Maria.
Finalment, a causa de la seva delicada salut i afectat de verola, el príncep va morir el 21 de novembre de 1582 a Madrid a les sis del matí, mentre el seu pare encara es trobava a Portugal. L'endemà, el seu cos va ser dut al monestir d'El Escorial, on va ser enterrat al panteó dels infants. Dídac es convertí en el tercer fill consecutiu dels monarques en morir prematurament, seria el quart, Felip, nascut el 1578, qui arribaria a esdevenir rei.